# Papua Nuova Guinea ai Giochi della XXXI Olimpiade
La Papua Nuova Guinea ha partecipato ai Giochi della XXXI Olimpiade, che si sono svolti a Rio de Janeiro, Brasile, dal 5 al 21 agosto 2016, con una delegazione di otto atleti impegnati in sei discipline. Portabandiera alla cerimonia di apertura è stato il nuotatore Ryan Pini, che lo era stato anche a Pechino 2008. Si è trattato della decima partecipazione di questo paese ai Giochi. Non sono state conquistate medaglie.

## Atletica
- 200 m maschili - 1 atleta (Theo Piniau)
- 100 m femminili - 1 atleta (Toea Wisil)

## Judo
- 66 kg maschili - 1 atleta (Raymond Ovinou)

## Nuoto
- 100 m farfalla maschili - 1 atleta (Ryan Pini)

## Pugilato
- Pesi leggeri maschili - 1 atleta (Thadius Katua)

## Sollevamento pesi
- -62 kg maschile - 1 atleta (Morea Baru)

## Taekwondo
- -68 kg maschile - 1 atleta (Maxemillion Kassman)
- +67 kg femminile - 1 atleta (Samantha Kassman)